# ألفين روبرتسون
ألفين روبرتسون (بالإنجليزية: Alvin Robertson)‏ مواليد 22 يوليو 1962 في باربرتون، هو لاعب كرة سلة أمريكي سابق بدأ مسيرته الاحترافية في سنة 1984. يبلغ طوله 6 قدم 3 بوصة (1.9 م). مثّل منتخب بلاده. شارك في مسابقة كرة السلة في الألعاب الأولمبية الصيفية. اعتزل اللعب في 2000.

## فرق لعب لها
- سان أنطونيو سبرز
- ميلووكي باكز
- ديترويت بيستونز
- تورونتو رابتورز

## الميداليات
| الميدالية | المسابقة                       |
| --------- | ------------------------------ |
| ذهبية     | الألعاب الأولمبية الصيفية 1984 |

## روابط خارجية
- ألفين روبرتسون على موقع IMDb (الإنجليزية)
- ألفين روبرتسون على موقع الاتحاد الدولي لكرة السلة (الإنجليزية)
- ألفين روبرتسون على موقع إن بي أي (الإنجليزية)
- ألفين روبرتسون على موقع سبورتس رفرنس (الإنجليزية)
- ألفين روبرتسون على موقع إي إس بي إن.كوم (الإنجليزية)
- ألفين روبرتسون على موقع كلية كرة السلة في سبورتس رفرنس.كوم (الإنجليزية)
- ألفين روبرتسون على موقع ريلجم (الإنجليزية)
- ألفين روبرتسون على موقع بروبوليرز (الإنجليزية)
- ألفين روبرتسون على موقع سبورتس رفرنس (الإنجليزية)
- ألفين روبرتسون على موقع أوليمبيديا (الإنجليزية)